# Wiśniowa (gmina w województwie podkarpackim)
Wiśniowa – gmina wiejska w województwie podkarpackim, w powiecie strzyżowskim. W latach 1975–1998 gmina położona była w województwie rzeszowskim.
Siedziba gminy to Wiśniowa.
Według danych z 30 czerwca 2004 gminę zamieszkiwało 8480 osób.

## Struktura powierzchni
Według danych z roku 2002 gmina Wiśniowa ma obszar 83,29 km², w tym:
- użytki rolne: 70%
- użytki leśne: 23%

Gmina stanowi 16,55% powierzchni powiatu.

## Demografia

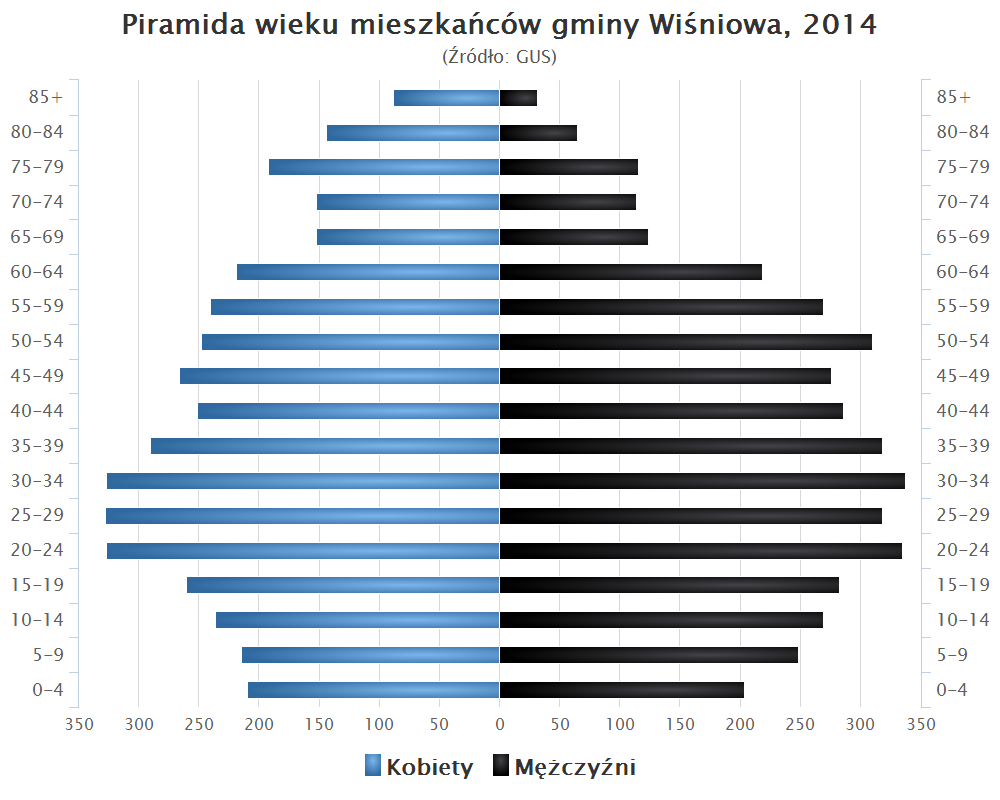
Piramida wieku mieszkańców gminy Wiśniowa w 2014 roku

Dane z 30 czerwca 2004:
| Opis                              | Ogółem | Ogółem | Kobiety | Kobiety | Mężczyźni | Mężczyźni |
| --------------------------------- | ------ | ------ | ------- | ------- | --------- | --------- |
| jednostka                         | osób   | %      | osób    | %       | osób      | %         |
| populacja                         | 8480   | 100    | 4283    | 50,5    | 4197      | 49,5      |
| gęstość zaludnienia (mieszk./km²) | 101,8  | 101,8  | 51,4    | 51,4    | 50,4      | 50,4      |

## Sołectwa
Jaszczurowa, Jazowa, Kalembina, Kozłówek, Kożuchów, Markuszowa, Niewodna, Oparówka, Pstrągówka, Różanka, Szufnarowa, Tułkowice, Wiśniowa.

## Sąsiednie gminy
Frysztak, Strzyżów, Wielopole Skrzyńskie, Wojaszówka